# Euphorbia echinulata
Euphorbia echinulata är en törelväxtart som först beskrevs av Otto Stapf, och fick sitt nu gällande namn av Peter Vincent Bruyns. Euphorbia echinulata ingår i släktet törlar, och familjen törelväxter. Inga underarter finns listade i Catalogue of Life.

## Bildgalleri

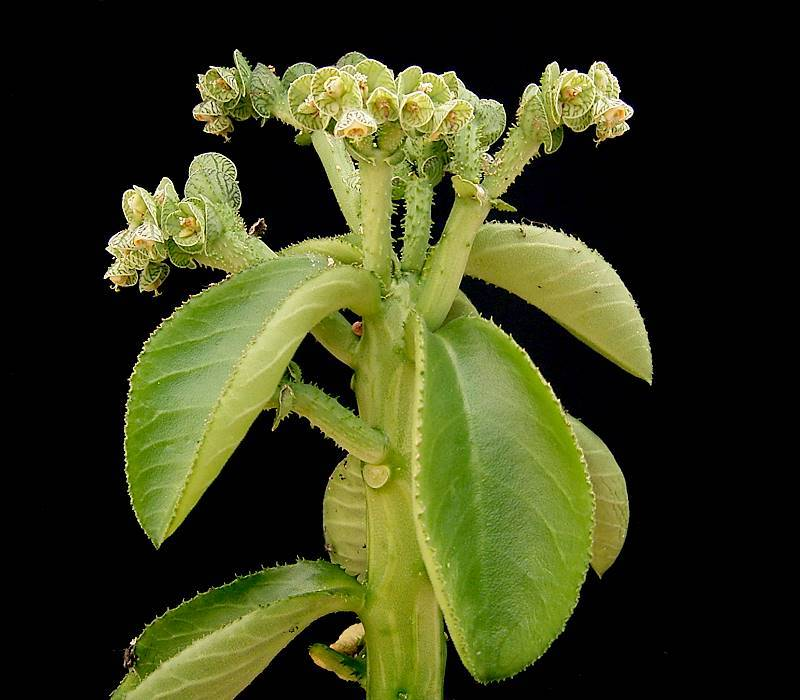
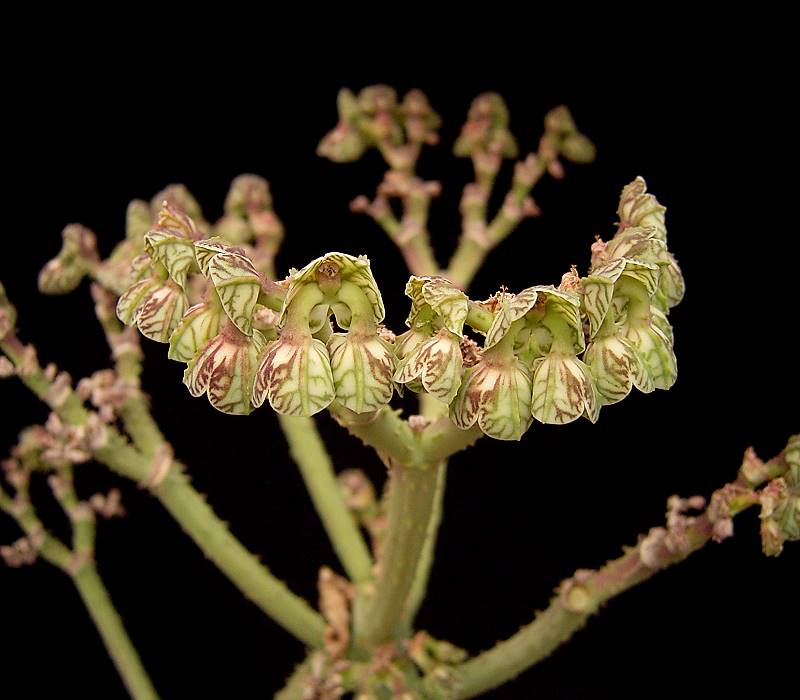
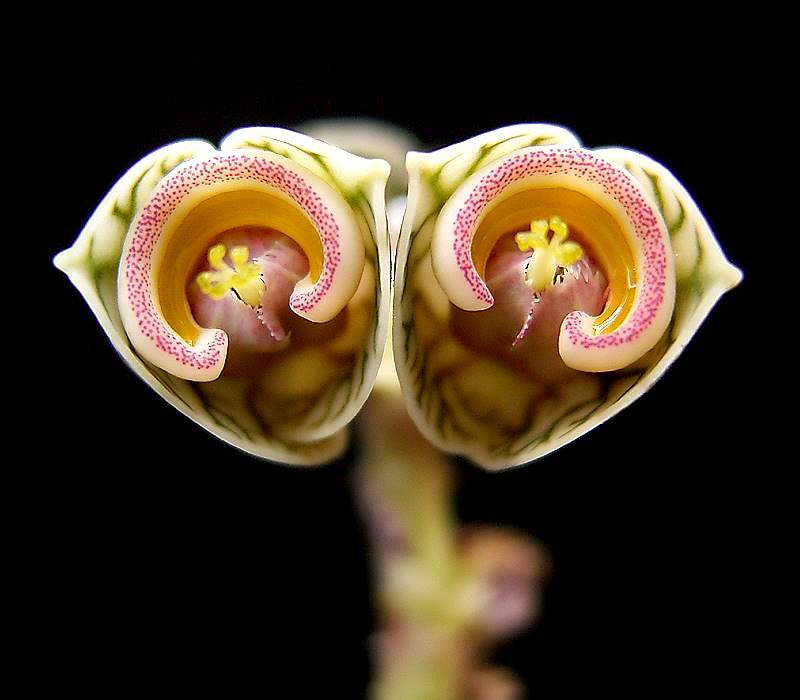